# Jan Strzelczyk
Jan Strzelczyk (ur. 25 czerwca 1942, zm. 31 sierpnia 2007) – polski siatkarz i trener siatkarski. Mistrz Polski jako zawodnik i trener.

## Kariera trenerska
Studiował na Akademii Wychowania Fizycznego w Warszawie. Grał w drużynie AZS-AWF i zdobył z nią mistrzostwo Polski w 1963, 1965 i 1966. Od 1967 pracował w Rzeszowie. Poprowadził Resovię do mistrzostwa Polski w 1971 oraz brązowego medalu mistrzostw Polski w 1970. Wprowadził do gry w polskiej lidze zagranie nazwane „podwójną krótką”. W 1971 został trenerem Płomienia Milowice, ale spadł z nim z ekstraklasy. W 1973 powrócił do Resovii i sięgnął po kolejne mistrzostwo Polski w 1974 i 1975, brązowy medal w 1977. Jego zawodnikami w rzeszowskim klubie byli m.in. Stanisław Gościniak, Marek Karbarz, Alojzy Świderek, Zbigniew Jasiukiewicz, Jan Such, Włodzimierz Stefański i Bronisław Bebel. Przestał być trenerem Resovii po sezonie 1983/1984. W II połowie lat 80. trenował krótko niemiecką żeńską drużynę Bayer Lohof, Karpaty Krosno w zwycięskich eliminacjach do II ligi przed sezonem 1987/1988, a w sezonie 1988/1989 jeszcze raz Resovię. Od 1989 do 2002 prowadził drugoligową żeńską drużynę Zelmeru Rzeszów. Od 2000 był pracownikiem dydaktycznym Uniwersytetu Rzeszowskiego.
W 2010 został uznany najlepszym trenerem 50-lecia na Podkarpaciu w Plebiscycie Nowin Rzeszowskich. W Rzeszowie organizowany jest poświęcony mu Memoriał.